# バート・ユーバーキンゲン

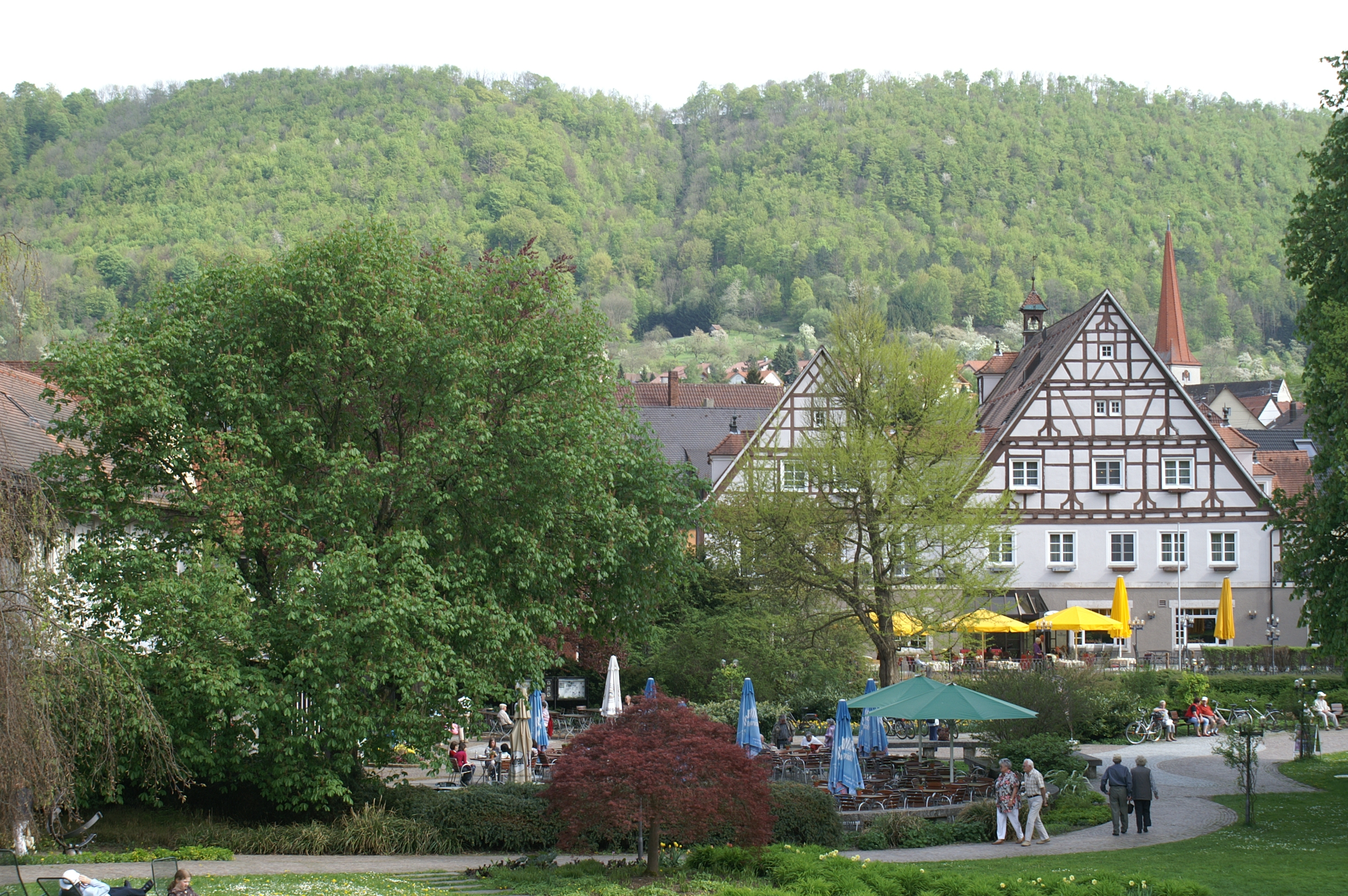
バート・ユーバーキンゲンのクアパーク

バート・ユーバーキンゲン（ドイツ語: Bad Überkingen、1927年まではユーバーキンゲン）は、ドイツ連邦共和国バーデン＝ヴュルテンベルク州シュトゥットガルト行政管区のゲッピンゲン郡に属す町村（以下、本項では便宜上「町」と記述する）である。

## 地理

### 位置
バート・ユーバーキンゲンは、フィルスタールの高度 428 から 751 m に位置している。この町はシュトゥットガルト地方およびシュトゥットガルト大都市圏に含まれる。

### 自治体の構成
この町は、バート・ユーバーキンゲン、ハウゼン・アン・デア・フィルス、オーバーベーリンゲン、ウンターベーリンゲンの4つのオルトシャフト（地区）からなる。公式表記は自治体名の後にハイフンをつけて地区名を表示する。これらのオルトシャフトは、バーデン＝ヴュルテンベルク州自治体法上のヴォーンベツィルク（居住区）でもある。バート・ユーバーキンゲンには、かつての独立した自治体ハウゼン・アン・デア・フィルスとウンターベーリンゲンが含まれる。1971年6月30日時点、合併前の自治体バート・ユーバーキンゲンに含まれるのがバート・ユーバーキンゲン地区である。旧自治体ハウゼン・アン・デア・フィルスにはハウゼン・アン・デア・フィルス地区が含まれていた。旧自治体ウンターベーリンゲンにはウンターベーリンゲン地区、オーバーベーリンゲン小集落と一軒家のミヒェルスベルク、ヴァッサーベルクハウゼン、それに廃集落のヴィーネグンデンヴィラーレが含まれる。

### 土地利用
| 用途                 | 面積 (ha) | 占有率 (%) |
| -------------------- | --------- | ---------- |
| 住宅地               | 81        | 3.4        |
| 商工業地             | 26        | 1.1        |
| レクリエーション用地 | 18        | 0.8        |
| その他市街地         | 23        | 1.0        |
| 交通用地             | 98        | 4.1        |
| 農業用地             | 1273      | 53.0       |
| 森林                 | 861       | 35.8       |
| 水域                 | 10        | 0.4        |
| その他               | 14        | 0.6        |
| 合計                 | 2404      | 100        |

2022年現在の州統計局のデータに基づく。

### 保護区
バート・ユーバーキンゲンの町域の一部は 広さ 5430 ha のFFH-地域 7423-342 フィルスアルプ、および広さ 39597 ha の鳥類保護区 7422-441 ミットレーレ・シュヴェービシェ・アルプに含まれる。
以下の自然保護区や景観保護区の大部分が上記のヨーロッパレベルで重要な保護区に組み込まれている。
自然保護区
- 1031 ハウゼナー・ヴァント
- 1100 アウタール
- 1170 ダーリスベルク

景観保護区
- 1.17.006 ヴァッサーベルク（ハールベルク＝ヴァッサーベルク自然保護区に隣接する領域）
- 1.17.008 ブレン
- 1.17.027 アイヒハルデの夏の牧羊地
- 1.17.028 ハイリゲンハルデの夏の牧羊地
- 1.17.029 カーレンシュタインの夏の牧羊地
- 1.17.030 クーフベルクの夏の牧羊地
- 1.17.041 ハールベルク（ハールベルク＝ヴァッサーベルク自然保護区に隣接する領域）
- 1.17.046 メルツェンハルデ
- 1.17.051 ヴァイゴルツベルク
- 1.17.054 ハウゼナー・バント（同名の自然保護区に隣接する領域）

## 歴史

### 近代以前
ユーバーキンゲンはかなり遅く1258年に初めて文献に記録されている。Albreht de Vberchingen という人物がネルトリンゲン・シュピタールへの寄進録に証人として登場している。元々 Urbaricho と呼ばれたアレマン人の集落で、これは集落の創始者 Urbarchio に由来する。13世紀に集落名が Ubrichingen と改名された。この村は当時ヘルフェンシュタイン伯領に属した。1396年に村は自由帝国都市ウルムの支配下に置かれ、Ueberchingen と呼ばれるようになっていた。

### 19世紀
1802年にユーバーキンゲンは帝国都市ウルムとともにバイエルン選帝侯領となった。1810年に国境条約に基づいてこの村はバイエルン王国からヴュルテンベルク王国に移譲され、オーバーアムト・ガイスリンゲンに編入された。

### 20世紀
この町は、1927年から「バート」（訳注:温泉を意味する）の称号を冠するようになった。
ナチ時代のヴュルテンベルクの行政改革によってバート・ユーバーキンゲンは1938年にゲッピンゲン郡に編入された。1945年から1952年までこの町は、1945年にアメリカ占領地区に設けられたヴュルテンベルク＝バーデン州の一部となった。1952年にこの州は、新たにバーデン＝ヴュルテンベルク州に再編された。
この町は1992年にゲッピンゲン郡で最初の「prädikatisiertes Heilbad」（公認の薬湯温泉）となった。

### 町村合併
- 1971年7月1日: ハウゼン・アン・デア・フィルス[5]
- 1974年1月1日: ウンターベーリンゲン[6]

## 住民

### 宗教
宗教改革以後、バート・ユーバーキンゲンは福音主義が主流である。バート・ユーバーキンゲンとウンターベーリンゲンにはそれぞれ福音主義の教区が設けられている。最寄りのローマ＝カトリックの教会はガイスリンゲン・アン・デア・シュタイゲにある。14日ごとの土曜日に福音主義教会でカトリックの礼拝が行われている。
バート・ユーバーキンゲンの教会は聖ガルス教会で、1470年に建設され、現在までほとんど改築されていない。
天井画とギャラリー（2階席）の絵画が教会の最大の「宝物」の1つである。天井画は1580年からコンスタンツのボンスデルファーとガイスリンゲンのヘンネベルガーによって制作された。ギャラリーの絵はその約60年後に描かれた。
説教壇、洗礼盤、祭壇は、それぞれ教会に寄付されたものである。
説教壇は1738年にオーバーフォークト（代官）によって、洗礼盤は1733年にヴェローニカによって寄贈された。聖ガルス教会の祭壇は、この教会への最後の寄進物であった。それは1900年にシュテッテン（ゲッピンゲン郡）のヤーコプ・ツィーグラーによって教会に納められた。

### 人口推移
出典: 1970年以降のデータは、バーデン＝ヴュルテンベルク州統計局のデータによる。
| 時点           | 人口（人) |
| -------------- | --------- |
| 1837年         | 1,394     |
| 1907年         | 1,527     |
| 1939年05月17日 | 1,823     |
| 1950年09月13日 | 2,493     |
| 1970年05月27日 | 2,967     |
| 1983年12月31日 | 4,134     |
| 1987年05月25日 | 3,586     |
| 1990年12月31日 | 3,785     |
| 2000年12月31日 | 3,895     |
| 2005年12月31日 | 3,992     |
| 2010年12月31日 | 3,824     |
| 2015年12月31日 | 3,793     |
| 2020年12月31日 | 3,852     |

## 行政

バート・ユーバーキンゲンの幟旗

### 議会
バート・ユーバーキンゲンでは、町議会議員は Unechte Teilortswahl の方法で選出される。このため議席数は、超過議席によって変化する。2019年5月26日の選挙では前回2014年の選挙と同じ14議席であった。町議会は、これらの選出された名誉職の議員と、議長を務める町長で構成されている。町長は町議会において投票権を有している。

### 首長
2009年11月29日にマティアス・ハイム (CDU) が、マルティン E. ヨースの後継者に選出された。ヨースは1993年からバート・ユーバーキンゲンの町長を務めていた。ハイムの任期は2010年1月15日からで、2017年11月の選挙で 97.8 % の支持票を得て再選された。

### 紋章と旗
図柄: 銀地。青い波状の基部の上に2層の水盤を持つ赤い泉。両側に吹き出す青い水柱。
バート・ユーバーキンゲンの旗は、赤-白である。

## 経済と社会資本

### ミネラルウォーター
ミネラルブルネン・ユーバーキンゲン＝タイナハ GmbH & Co. KGaA はバート・ユーバーキンゲン発祥の会社であった。ミネラルウォーターの事業は2010年にプロ・アクア GmbH に売却された。破産計画の一環として、2013年2月15日に IQ 4 YOU GmbH がこれを引き継ぎ、本社をバート・ユーバーキンゲンに移した。

### 交通
バート・ユーバーキンゲンとハウゼン・アン・デア・フィルスは、1903年から1983年まで鉄道ガイスリンゲン (シュタイゲ) - ヴィーゼンシュタイク線によって鉄道網に接続していた。王立ヴュルテンベルク邦有鉄道は、バート・ユーバーキンゲンとハウゼン・アン・デア・フィルスにそれぞれ Typ IIb と Typ IIa の統一駅舎を建設した。廃線後、この路線は地元で重要な自転車道となっている。

### オーバーベーリンゲン送信所
オーバーベーリンゲンには、SWR のオーバーベーリンゲン送信所がある。

### 学校と教育
バート・ユーバーキンゲンには以下の学校がある。
- バート・ユーバーキンゲンとウンターベーリンゲンの基礎課程学校
- パウル＝ケルシェンシュタイナー＝シューレ: ホテルおよび宿泊業の職業学校。教員数約70人の大規模な、ホテルおよび宿泊業従業員養成のための職業学校である。

### 温泉
「ユーバーキンゲンの炭酸泉」は、1200年頃に初めて記録されている。15世紀から16世紀ユーバーキンゲンは、薬湯によって大変に知られた温泉地であった。バート・ユーバーキンゲン温泉には、水温34℃の湯治用浴槽の他に、日光浴エリアを併設した露天浴場、「死海の塩の洞窟」、フィンランド式サウナ、バイオ＝アロマ＝サウナ、スチームバスがある。この温泉施設は2013年に大規模な改修が施されて再開された。2023年11月19日に行われたこの温泉施設存続に関する住民投票では、72.4 % が存続賛成に投票した。この住民投票の投票率は 66.4 % であった。

## 文化と見所
バート・ユーバーキンゲンは、多くの見所を通るシュヴェービシェ・アルプ街道沿いに位置している。バート・ユーバーキンゲンの東にあるアルプトラウフには岩山のカーレンシュタインがあり、ここからはフィルスタール上流域の眺望が得られる。ほとんど建物がないこの土地は、Natura-2000地区に指定されており、重要な鳥類保護区としてヨーロッパレベルでの保護下にある。ハウゼナー・ヴァント自然保護区、アウタール自然保護区、ダリスベルク自然保護区は、高い景観的価値を有している。

### 自転車道と遊歩道
バート・ユーバーキンゲンの町域内を、最も人気のあるドイツ観光街道の1つであるアルプシュタイク（シュヴェービシェ・アルプ＝ノルトラント＝ヴェークあるいは HW1 とも呼ばれる）が通っている。この観光街道はシュヴェービシェ・アルプの山沿いにドナウヴェルトからトゥットリンゲンまでを結んでいる。また、マウンテンバイクやグラーヴェルバイク向けの自転車道でアーレンからトゥットリンゲンまでを6つの区間で結ぶアルプ＝クロッシングにも面している。

### 建築
- 1553年建造のバートホテル
- ユーバーキンゲンの炭酸泉

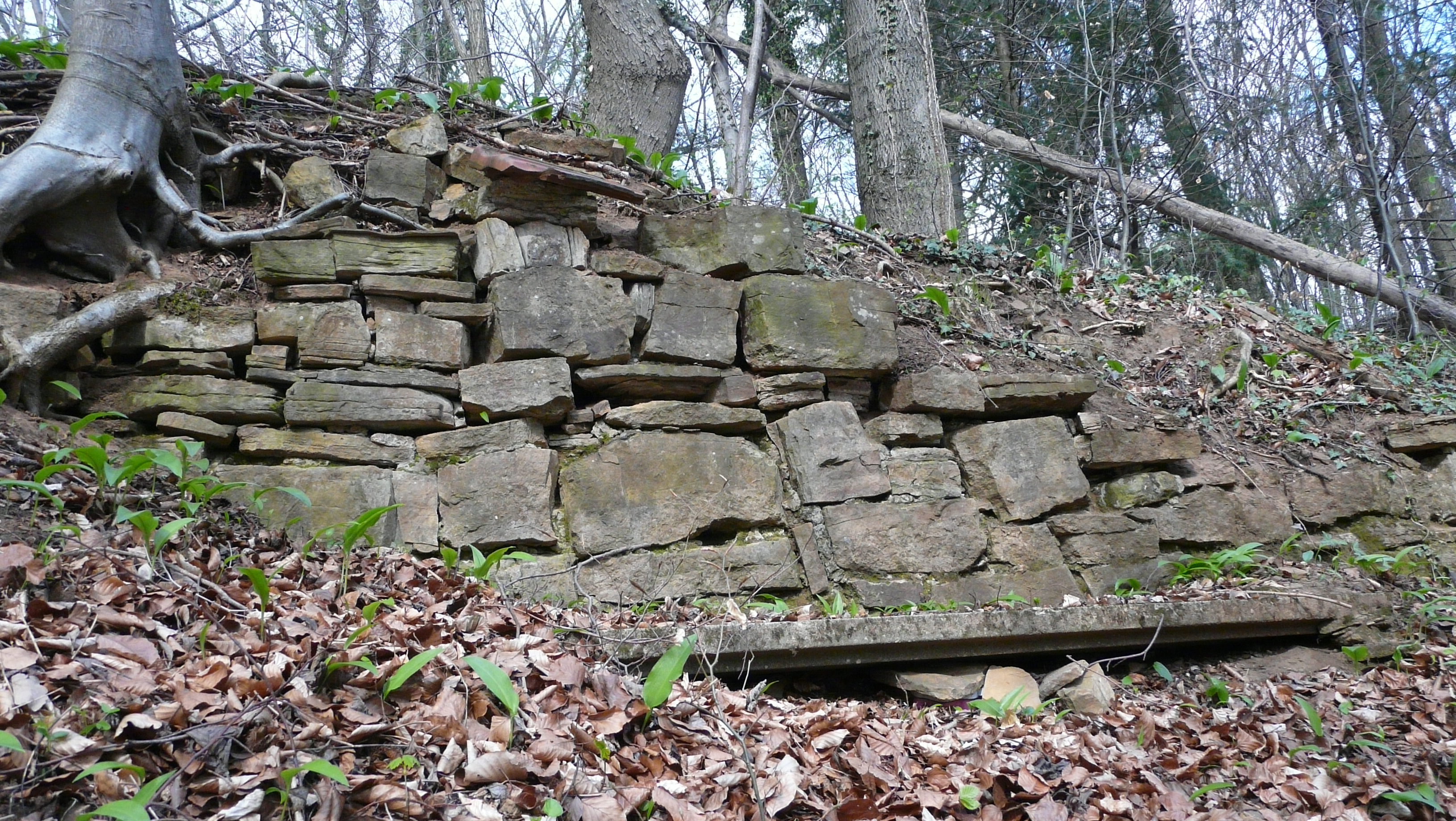
オーバーロンメルタール城の城壁跡

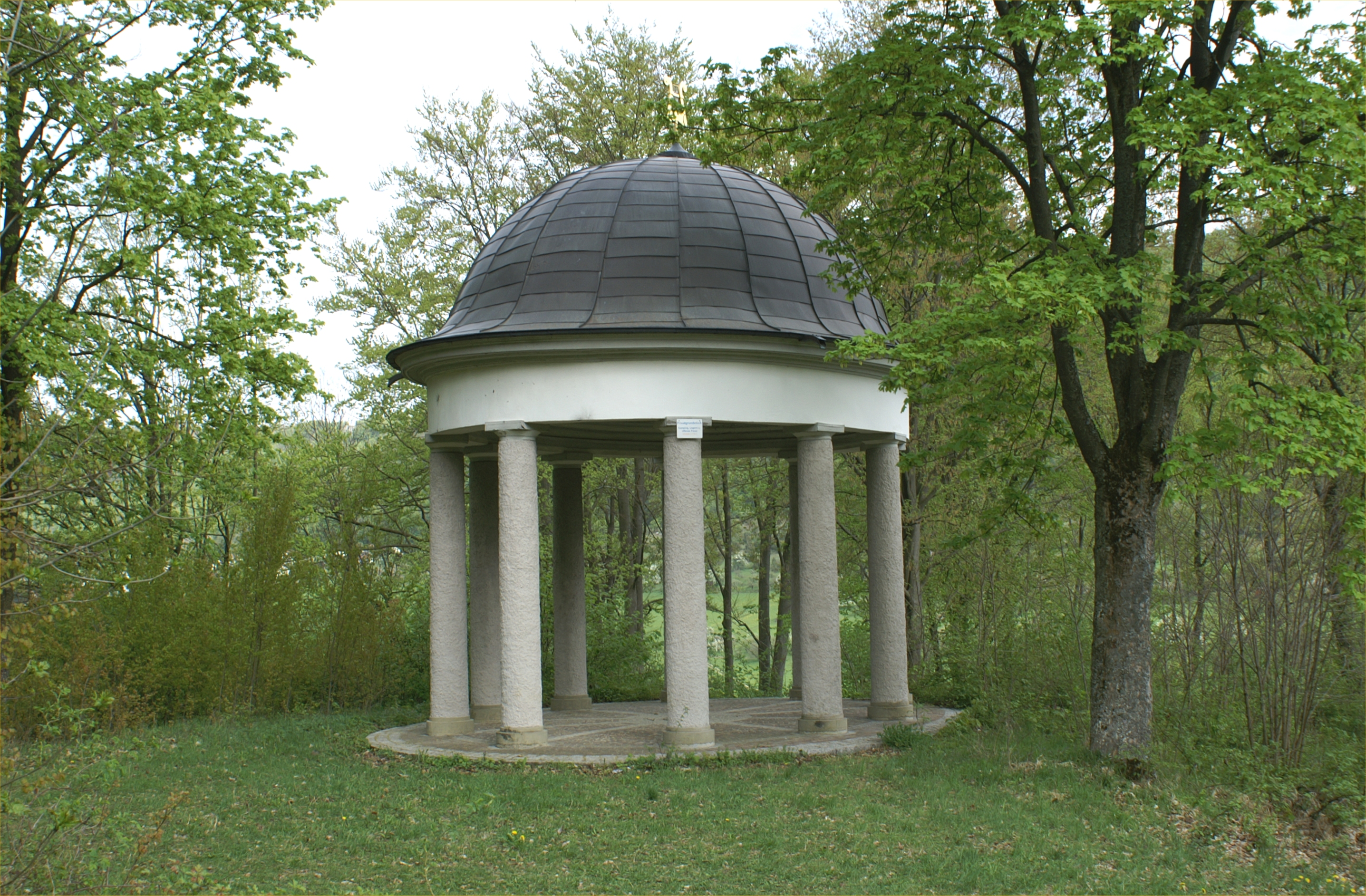
ミネラルウォーターのミネラルブルネン・ユーバーキンゲン＝タイナハ GmbH & Co. KGaA の事務管理棟
- ターマルバート（温泉）
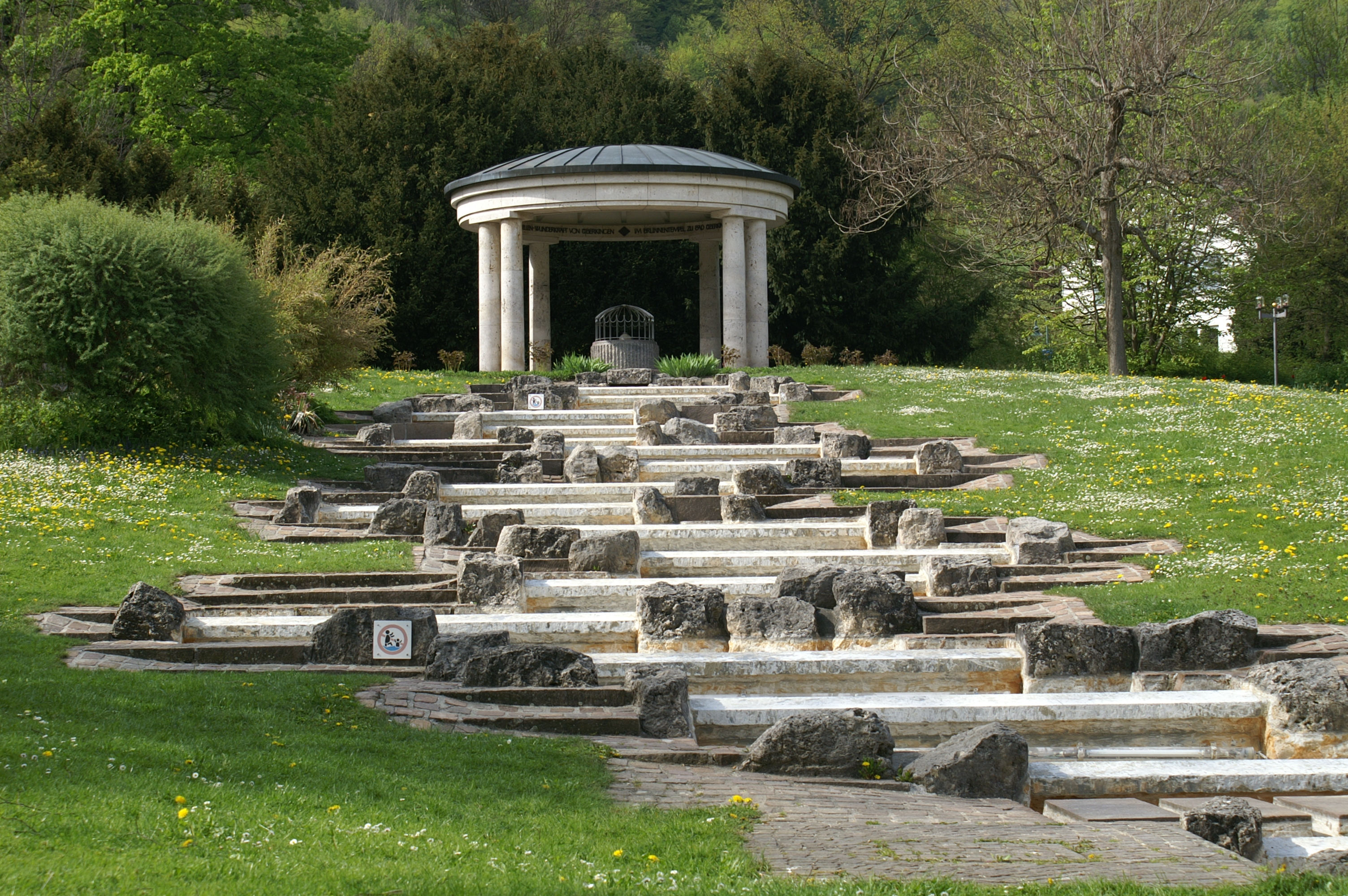
シラーテンペル
- クヴェレンテンペル

フレンケル (680 m) の北の張り出し部にウンターベーリンゲンの地区内に、かつてのオーバーロンメルタール城がある。この城趾では堀切と壁跡を観ることができる。
- シラーテンペル
- クヴェレンテンペル

## 関連図書
- Karl Moersch (2004). “Das Bad der Ulmer Ratsherren. Bad Überkingen im oberen Filstal”. In Wolfgang Niess, Sönke Lorenz. Kult-Bäder und Bäderkultur in Baden-Württemberg. Filderstadt: Markstein-Verlag. ISBN 978-3-935129-16-9
- Gemeinde Bad Überkingen, ed (2002). Heimatbuch der Gemeinde Bad Überkingen. Bad Überkingen. ISBN 978-3-9807559-0-0
- Christoph Friedrich von Stälin, ed (1842). “Überkingen”. Beschreibung des Oberamts Geislingen. Die Württembergischen Oberamtsbeschreibungen 1824–1886. Band 17. Stuttgart / Tübingen: Cotta’sche Verlagsbuchhandlung. pp. 241–247